# Raïon de Diveïevo
Le raïon de Diveïevo (Диве́евский райо́н) est une entité territoriale administrative de Russie de type arrondissement (raïon) située dans l'oblast de Nijni Novgorod. Il correspond dans la nouvelle organisation administrative à l'okroug municipal de Diveïevo. Son siège administratif est à Diveïevo.  

## Géographie
Le raïon se trouve dans la partie sud de l'oblast de Nijni Novgorod; il confine à l'ouest aux raïons de Voznessenskoïe et d'Ardatov, au nord au raïon d'Arzamas, à l'est au district urbain de Pervomaïsk, au sud à la république de Mordovie et à la municipalité de Sarov.
Le raïon d'étend sur 844,8 km².

## Histoire
Le village de Diveïevo est fondé au milieu du XVIe siècle. Le premier propriétaire du village est le prince Diveï, mourza nogaï, descendant du chef de la Horde d'or, Edigueï, fondateur de la Horde des Nogaïs. Il reçoit ces terres du tzar Ivan le Terrible. Une église de pierre est construite à Diveïevo à la fin du XVIIIe siècle en l'honneur de Notre-Dame de Kazan et une communauté religieuse féminine se forme sous la direction spirituelle des moines de Sarov et devient un monastère en 1861, le monastère de Diveïevo, fermé en 1927.
Le raïon est formé en 1929 au sein de l'okroug d'Arzamas, sous le nom de raïon de Gloukhovo. Il prend son nom actuel en 1931. Le conseil rural est formé en 1933.

## Population
Recensements (*) ou estimations de la population :
| 1959*  | 1970*  | 1979*  | 1989*  |
| ------ | ------ | ------ | ------ |
| 27 601 | 24 626 | 20 111 | 18 375 |

| 2002*  | 2010*  | 2012   | 2013   |
| ------ | ------ | ------ | ------ |
| 17 848 | 16 618 | 16 425 | 16 154 |

| 2016   | 2019   | 2021   | - |
| ------ | ------ | ------ | - |
| 15 995 | 15 160 | 15 385 | - |

## Subdivisions
Le raïon de Diveïevo est partagé en six conseils ruraux,.
- Conseil rural de Diveïevo (siège Diveïevo) avec 14 localités
- Conseil rural d'Elizarievo (siège Elizarievo) avec 3 localités
- Conseil rural de Gloukhovo (siège Gloukhovo) avec 3 localités
- Conseil rural d'Ivanovskoïe (siège d'Ivanovskoïe) avec 10 localités
- Conseil rural de Satis (siège Satis) avec 7 localités
- Conseil rural de Veriakouchi (siège Veriakouchi) avec 8 localités

Il y a 45 localités dans le raïon de Diveïevo.

## Économie
Industrie
L'industrie agro-alimentaire se développe sur le territoire de l'arrondissement ainsi que le secteur de la construction. Il existe à Diveïevo une usine mécanique (production d'appareils électroménagers), une usine de transformation de la viande, une laiterie, un élevage de volailles.
Agriculture
La surface destinée à l'agriculture est de 62 160 hectares dont 44 142 en terres arables. Les sols ne sont pas très fertiles. Dans le sud-ouest de la région, le pourcentage de podzols forestiers et de loam sableux est élevé.
Transport
L'arrondissement est traversé par les routes régionales 22К-0061 (Vyksa — Voznessenskoïe — Satis), 22К-0063 (Ardatov — Diveïevo), 22К-0064 (Vyezdnoïe — Diveïevo — Satis), 22К-0066 (Pervomaïsk — autoroute Vyezdnoïe — Diveïevo — Satis) . Diveïevo possède un arrêt routier pour les lignes d'autocars qui relie la localité à Arzamas, Ardatov, Voznessenskoïe, Sarov et divers villages de l'arrondissement.
L'arrondissement n'est pas desservi par le chemin de fer et il n'y a pas d'aéroport.

## Église orthodoxe russe

Vue de l'église de l'Assomption de Souvorovo.

Les principaux sanctuaires orthodoxes sont le monastère de Diveïevo, la cathédrale de la Trinité construite en 1875, la cathédrale de la Transfiguration construite en 1917 et consacrée de nouveau en 1998.